# Labdarúgás az 1900. évi nyári olimpiai játékokon
Az 1900. évi nyári olimpiai játékok labdarúgótornája volt a sportág debütálása az olimpiák történetében.
A szervezők öt klubcsapatot – ebben az időben még alig volt nemzeti válogatott – hívtak meg a nyári olimpia minitornájára. Az olimpiai bizottság, az olimpiai eszmét, a rendezést teljesen átengedte az – 1855 óta – ötödik világkiállítás propagálásának. Sok sportoló még csak nem is sejtette, hogy olimpián vesz részt.
A rendezők a hazai Club Français Paris, a belga Racing Club Brüsszel, az angol  Upton Park FC valamint egy svájci és egy német csapatot is meghívtak, azonban e két nemzet nem képviselte magát a tornán. A  Racing Club Brüsszel csapatvezetése visszamondta a meghívást, ezért a Belga labdarúgó-szövetség a  Student XI egyetemi csapatot delegálta. Érdekesség, hogy a belga csapatban játszott két nem belga nemzetiségű játékos is, akik az egyetemi csapatot voltak hivatottak erősíteni. Ennek ellenére hivatalosan a bronzérmet Belgiumhoz számolják.
A bemutató labdarúgó torna eredeti menetrendje:
- 1900 szeptember 16.  Club Français Paris  –  Svájc
- 1900 szeptember 23.  Club Français Paris  –  Student XI (Belgium)
- 1900 szeptember 30.  Club Français Paris  –  Németország
- 1900 októberi 7.     Club Français Paris  –  Upton Park FC  (Anglia)

A visszalépések következtében három nemzet harmincöt sportolója szerepelt a versenyen. A szervezők így mindössze két bemutató mérkőzést rendeztek a három klubcsapat között, és még érmeket sem osztottak ki. Mindezek ellenére a Nemzetközi Olimpiai Bizottság (NOB) jelenleg arany-, ezüst- és bronzérmesekként tartja nyilván a résztvevőket. A nemzetközi sportstatisztika, nem tekinti érvényesnek az érmék nyilvántartását. Az egyik ok, hogy klubcsapatok és nem nemzeti válogatottak képviselték magukat a bemutató tornán, továbbá a Nemzetközi Labdarúgó-szövetség (FIFA) még nem alakult meg, ezért a nemzetközi labdarúgó statisztika nem tekinti hivatalos olimpiai labdarúgó tornának a bemutatót.
Mindkét mérkőzést a párizsi Velodrome Municipal de Vincennes-ben rendezték szeptember 20-án és 23-án.

## Éremtáblázat

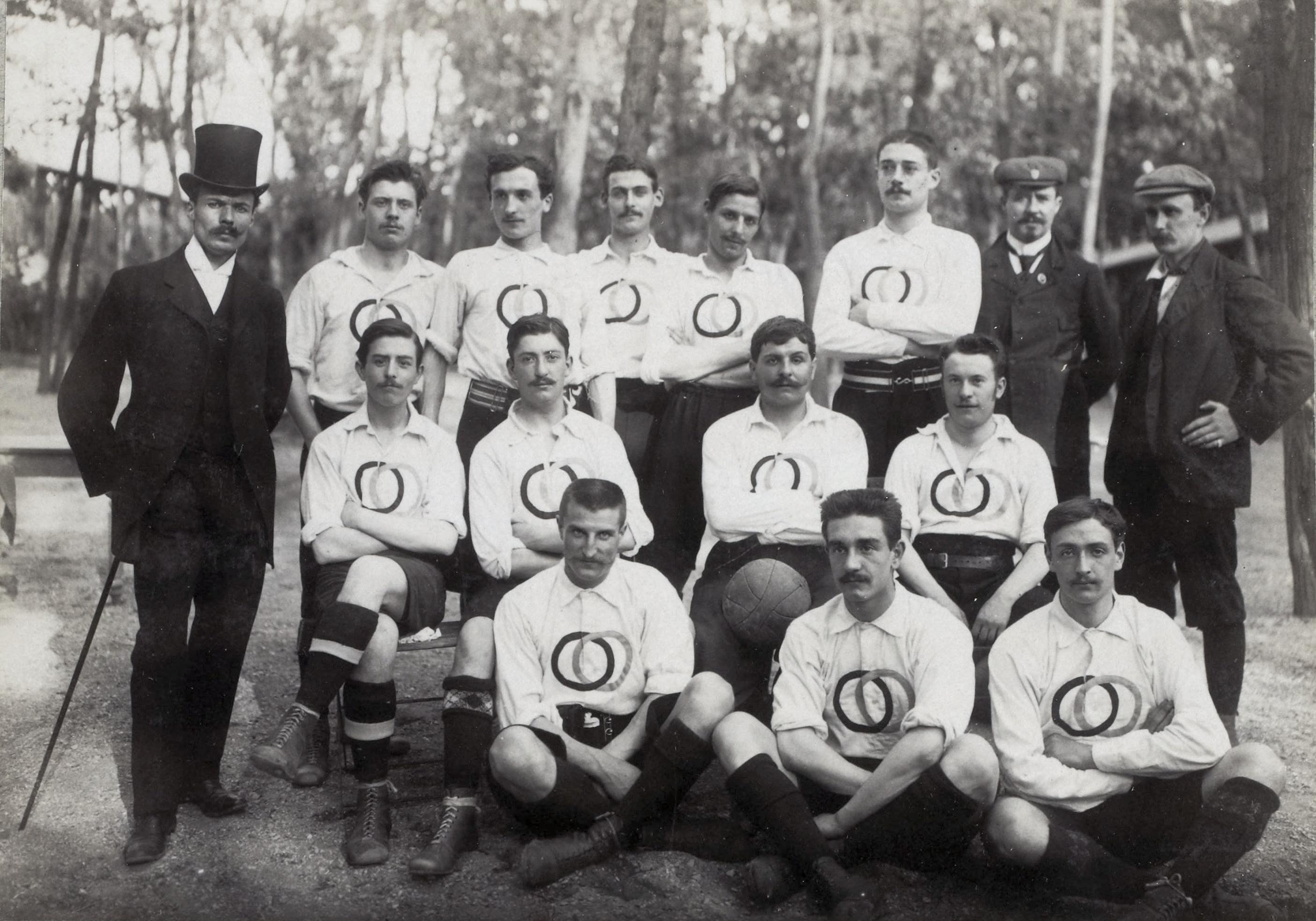
Az ezüstérmes francia válogatott az olimpiai tornán.

(A rendező ország csapata eltérő háttérszínnel, az egyes számoszlopok legmagasabb értéke, vagy értékei vastagítással kiemelve.)
| Az 1900. évi nyári olimpiai játékok éremtáblázata labdarúgásban | Az 1900. évi nyári olimpiai játékok éremtáblázata labdarúgásban | Az 1900. évi nyári olimpiai játékok éremtáblázata labdarúgásban | Az 1900. évi nyári olimpiai játékok éremtáblázata labdarúgásban | Az 1900. évi nyári olimpiai játékok éremtáblázata labdarúgásban | Olimpia  |
| --------------------------------------------------------------- | --------------------------------------------------------------- | --------------------------------------------------------------- | --------------------------------------------------------------- | --------------------------------------------------------------- | -------- |
|                                                                 | Ország                                                          | Arany                                                           | Ezüst                                                           | Bronz                                                           | Összesen |
| 1.                                                              | Nagy-Britannia (GBR)                                            | 1                                                               | 0                                                               | 0                                                               | 1        |
|                                                                 |                                                                 |                                                                 |                                                                 |                                                                 |          |
| 2.                                                              | Franciaország (FRA)                                             | 0                                                               | 1                                                               | 0                                                               | 1        |
|                                                                 |                                                                 |                                                                 |                                                                 |                                                                 |          |
| 3.                                                              | Belgium (BEL)                                                   | 0                                                               | 0                                                               | 1                                                               | 1        |
|                                                                 |                                                                 |                                                                 |                                                                 |                                                                 |          |
| Összesen                                                        | Összesen                                                        | 1                                                               | 1                                                               | 1                                                               | 3        |

## Érmesek
(A rendező ország csapata eltérő háttérszínnel kiemelve.)
| Az 1900. évi nyári olimpiai játékok érmesei labdarúgásban | Az 1900. évi nyári olimpiai játékok érmesei labdarúgásban | Az 1900. évi nyári olimpiai játékok érmesei labdarúgásban | Az 1900. évi nyári olimpiai játékok érmesei labdarúgásban |
| Arany | Ezüst | Bronz |                                                           |
| Upton Park FC · Nagy-Britannia (GBR) | Club Français Paris · Franciaország (FRA) | Student XI · Belgium (BEL) |                                                           |
| --- | --- | --- | --------------------------------------------------------- |
| Tom Burridge Claude Buckingham Alfred Chalk William Gosling Henry Haslam James Henry Jones John Nicholas William Quash Frederick Spackman Richard Turner James Zealey | Pierre Allemane Louis Bach Alfred Bloch Fernand Canelle R. Duparc Eugène Fraysse Virgile Gaillard René Garnier René Grandjean Lucien Huteau Marcel Lambert Maurice Macaire Gaston Peltier | Ernest Moreau de Melen Albert Delbecque René Kelecom Marcel Leboutte Lucien Londot Eugène Neefs Gustave Pelgrims Alphonse Renier Hilaire Spanoghe Eric Thornton (angol) Hendrik van Heukelum (holland) |                                                           |

## Játékvezetés
A kialakult helyzetnek megfelelően két játékvezető és segítő partbíróik biztosították a játék tisztaságát. A francia játékvezető részrehajlása ellenére az angol csapat nagyobb technikai- és taktikai felkészültségével simán hozta a mérkőzést. Döntő találkozó vezetésére nem került sor, az egymás ellen megszerzett pontok döntöttek.
Játékvezetők
- francia Moignard
- angol John Wood

## Részt vevő nemzetek
Az olimpián részt vevő labdarúgó-válogatott játékosok teljes listáját lásd itt: Labdarúgó-válogatottak az 1900. évi nyári olimpiai játékokon

## Mérkőzések
Az első mérkőzésen az angol Upton Park FC klubcsapat az alkalmazott taktika megoldásoknak köszönhetően (4–0) legyőzte a francia gárdát. A mérkőzés színvonala igen alacsony volt, látogatottsága csekély, mindössze 500 nézője akadt.
A második mérkőzésen a francia nemzeti erőt képviselő Club Paris az elvárásoknak megfelelően (6–2)-re diadalmaskodott a Student XI, belga iskolai csapat felett.
| 1900. szeptember 20. |

| Club Français Paris · Franciaország (FRA) | 0–4 | Upton Park FC · Nagy-Britannia |
| ----------------------------------------- | --- | ------------------------------ |
|                                           |     | Nicholas Turner Zealey         |

| Velodrome Municipal de Vincennes, Párizs Nézőszám: 500 Játékvezető: Moignard (francia) |

| 1900. szeptember 23. |

| Club Français Paris · Franciaország (FRA)  | 6–2 | Student XI · Belgium  |
| ------------------------------------------ | --- | --------------------- |
| Peltier 1' a többi gól szerzője ismeretlen |     | Spanoghe van Heukelum |

| Velodrome Municipal de Vincennes, Párizs Nézőszám: 1500 Játékvezető: Wood (angol) |

| Az 1900. évi nyári olimpiai játékok férfi labdarúgótornájának olimpiai bajnoka |
| · NAGY-BRITANNIA · 1. cím                                                      |
| ------------------------------------------------------------------------------ |

## Végeredmény
A sorrend megállapításához a következők lettek figyelembe véve:
- több szerzett pont
- összesített gólkülönbség

| Helyezés | Csapat               | M | Gy | D | V | G+ | G– | Gk | P |
| -------- | -------------------- | - | -- | - | - | -- | -- | -- | - |
| Arany    | Nagy-Britannia (GBR) | 1 | 1  | 0 | 0 | 4  | 0  | +4 | 2 |
| Ezüst    | Franciaország (FRA)  | 2 | 1  | 0 | 1 | 6  | 6  | 0  | 2 |
| Bronz    | Belgium (BEL)        | 1 | 0  | 0 | 1 | 2  | 6  | –4 | 0 |

## Góllövőlista
A két mérkőzésen összesen tizenkét gól született, ami kereken 6-os átlagot jelent.

Mindhárom csapatnak sikerült legalább két gólt szereznie.
Sajnálatos módon jelenleg nincs információ öt francia gól szerzőjéről, emiatt hivatalos góllövőlista készítése nem lehetséges.